# Earl Cain
Earl Cain (яп. 伯爵カインシリーズ Hakushaku Kain Shirīzu), также известная под заглавием Count Cain — готическая сёдзё-манга, написанная и проиллюстрированная мангакой Каори Юки.
Earl Cain состоит из пяти частей: Forgotten Juliet (яп. 忘れられたジュリエット Васурэрарэта Дзюриэтто), The Sound of a Boy Hatching (яп. 少年の孵化する音 Сёнэн но Фукасуру Ото), Kafka (яп. カフカ Кафука), The Seal of the Red Ram (яп. 赤い羊の刻印 Акаи Хицудзи но Кокуин) и продолжение основной серии Godchild (яп. ゴッド チャイルド Годдо Тяирудо).

## Публикация
Серия манги публиковалась в японском манга-журнале Hana to Yume; главы Forgotten Juliet, The Sound of a Boy Hatching, Kafka и The Seal of the Red Ram выходили в период с 1991 года по 1994 год, а главы Godchild — между 2001 и 2004 годом. Вся серия была собрана в 13 танкобонов: первые пять включали в себя части Forgotten Juliet, The Sound of a Boy Hatching, Kafka и The Seal of the Red Ram, и восемь — мангу Godchild. На основе серии были созданы две аудиопьесы. Действие манги происходит в Англии XIX века, главным героем выступает молодой граф (англ. Earl) по имени Кейн Харгрейвз, расследующий случаи убийств и сталкивающийся с тайной организацией своего отца под названием Делайла, проводящей эксперименты по воскрешению мёртвых.
В Северной Америке Earl Cain была лицензирована компанией Viz Media для публикации на английском языке; под общим названием The Cain Saga были опубликованы манги Forgotten Juliet, The Sound of a Boy Hatching, Kafka и The Seal of the Red Ram. Первый том The Cain Saga был опубликован в октябре 2006 года, последний — в июне 2007 года. Манга Godchild, также лицензированная Viz Media, публиковалась в журнале Shojo Beat в период с июля 2005 года по июнь 2006 года.

## Процесс создания манги
Юки начала работу над мангой, будучи вдохновлённой «тёмной и пугающей стороной» Викторианского высшего класса и фильмами, действие которых разворачивается в Викторианскую эпоху. Рисуя мангу Godchild, мангака ездила в Лондон для проведения исторических исследований и посетила несколько исторических мест. В своём произведении она ссылается на Библию, а также на реально существующие литературные работы, фильмы и людей. Обозреватели отмечали широкий спектр тем, затронутых в манге. Реакция критиков на мангу The Cain Saga оказалась противоречивой: одни в качестве плюсов отмечали детализованный рисунок и хорошо продуманные тайны, другие же сочли рисунок грубым, а короткие истории — беспорядочными и предсказуемыми. Манга Godchild была положительно оценена за общее содержание и отчётливое оформление.

## Сюжет
Разворачивающийся в Викторианской Англии сюжет повествует о Каине Харгрейвсе, сыне Алексиса Харгрейвса и его старшей сестры Августы. Подвергающийся физическим и психологическим унижениям со стороны Алексиса, 12-летний Каин становится другом нового слуги по имени Рифф, когда тот вступает в разговор с ним. Каин признаёт презрение к себе со стороны отца и начинает медленно отравлять его мышьяком. Когда он тайно посещает свою мать, находящуюся в психиатрической больнице, та принимает его за Алексиса и выбрасывается из окна. Умирая, она просит сына бежать от Алексиса. Каин возвращается домой и отравляет своего отца. Тот обрекает своего сына на несчастную жизнь и смерть в одиночестве. Каин наследует титул эрла после предполагаемой смерти Алексиса, утонувшего в море. Спустя несколько лет Каин, которому исполнилось 17 лет, при поддержке Риффа начинает расследовать убийства и собирать яды. Он принимает к себе молодую Мери Везер, так как убеждён в том, что она — его сестра. Он также сталкивается со своим братом Джизабелем Дизрейли, членом тайной организации, занимающейся воскрешением мёртвых. От него Каин узнаёт, что Алексис не погиб и ныне является лидером организации под названием Делайла. Каин клянётся остановить деятельность общества.

### Продолжение
Каин и Рифф продолжают расследовать убийства, периодически пересекаясь с Джизабелем и другими членами Делайлы. После столкновения с куклой своей умершей сестры Сузетты Каин становится одержим жаждой уничтожения организации. Он узнаёт, что общество занимается тайным строительством мемориального храма. Между тем Джизабель пытается предотвратить возрождение тайной и опасной сущности Риффа. Тот позднее признаётся Каину, что тайно работает на Делайлу: тот Рифф, которого знал Каин, — ложная личность, воссозданная организацией. Алексис хотел, чтобы Каин подружился с Риффом, а затем расстался с ним, так как ранее предрекал ему несчастье. После ухода Риффа Каин решается на противостояние Алексису и обещает Мери устроить чаепитие после того, как с обществом Делайла будет покончено. При поддержке бывшего члена организации герой достигает башни храма, где Алексис намеревается принести в жертву людей Лондона, чтобы воскресить Августу. В башне Рифф раскрывает своё намерение свергнуть Алексиса. Алексис в свою очередь говорит, что Рифф — кукла, которая скоро умрёт. Рифф нападает на Каина, но его вторая сущность возрождается, и он сознательно стреляет в себя. Его рана не поддаётся излечению, и Джизабель совершает самоубийство, чтобы возродить Риффа при помощи своей крови. Тем временем Каин убивает своего отца ядом, и с его смертью башня начинает рушиться. Обломки падают на Каина, Рифф пытается спасти его.
После исчезновения Каина Мери становится главой семьи Харгрейвс. Августа овладевает телом Алексиса и выслеживает Мери в мавзолее, который построил Каин перед отправлением на поединок с Алексисом. Августа признаётся, что манипулировала Алексисом, заставляя его издеваться над сыновьями, и теперь пытается воскреснуть ради забавы. Не успев убить Мери, Августа попадает в установленную Каином ловушку и погибает. Спустя годы Мери выходит замуж за Оскара и беременеет от него. Она всё ещё ждёт возвращения Каина. В эпилоге изображена престарелая Мери, лежащая на смертном одре и слышащая смех призрака Джизабеля, играющего со своей домашней овцой. Мери умирает, а её душа воссоединяется с Каином.

## Персонажи
Каин К. Харгрейвс (яп. カイン・C・ハーグリーヴス  Каин Си Ха:гури:вудзу) — антигерой манги. У него золотисто-зелёные глаза, что стало следствием рождения в результате инцеста. Алексис подвергал его физическим и психическим унижениям, а также убивал его домашних животных. Будучи убеждённой в том, что Каин препятствует их отношениям с Алексисом, его мачеха пыталась убить его, но была им отравлена. Единственные люди, которым доверяет Каин — его камердинер Рифф и сестра Мери. Рифф стал первым человеком, которому Каин начал доверять и единственным, кому он позволять видеть шрамы, оставленные после издевательств Алексиса. Влюбившись в свою сестру Сузетту, Каин опасается стать похожим на отца. Автор манги Каори Юки сочла, что в манге The Cain Saga Каин выглядит старше своего возраста. Она описала своего героя как игрока, прокомментировав: «Ему по вкусу ранимые девушки». Юки отмечала, что хотя Каин не имеет реального прототипа, сильное влияние на ней оказал актёр Руперт Грейвс. В аудиопостановке главный герой озвучен Хидэо Исикавой.
Риффаэль «Рифф» Раффит (яп. リフェール・ラフィット Рифэру Рафитто) — слуга Каина. Обычно он одевает Каина и завязывает шнурки на его ботинках. Автор манги считает это «формой коммуникации» и отмечает, что эти двое похожи на отца и сына. Со временем они начинают вести разговоры, «не связанные с работой». Юки писала, что «Рифф очень похож на мать Каина», отмечая, что он ведёт себя по-детски в присутствии Каина. Будучи тайным членом Делайлы, Рифф старался сильно сблизиться с Каином, чтобы затем ранить его признанием в том, что всегда презирал его. Когда-то Рифф убил собственную семью и погиб в результате устроенного им же пожара. Он был воскрешён членами Делайлы и наделён более добрым характером. Оказавшись в убежище общества, он принимает кровь, чтобы выжить. Его желание восстать против Делайлы усиливается, и он убивает свою настоящую жестокую сущность.
Мери Везер Харгрейвс (яп. マリーウェザー･ハーグリーヴス Маривэдза Ха:гури:вудзу) — 10-летняя сестра Каина. После того как её мать совершила самоубийство, пытаясь спасти её от мужа, Мери поселилась на улицах Лондона и стала гадалкой. Каин признаёт в ней свою сестру и берёт под опеку. Дружелюбная и волевая, она часто раздражается отношениями Каина с женщинами. Она недовольна постоянной опекой со стороны Каина, однако верит в то, что его отношение к ней облегчает его страдание. Оскар Габриэль, один из друзей Каина, самовольно провозглашает себя женихом Мери, чтобы вернуть доверие отца. По ходу сюжета он рискует своей жизнью, чтобы спасти её, и она убеждается в его искренности. В конце она выходит за него замуж и беременеет от него.
Джизабель Дизрейли (яп. ジザベル・ディズレーリ Дзидзабэру Дидзурэ:ри) — незаконнорожденный сын Алексиса, брат Каина. Джизабель работает на общество Делайла. Будучи ребёнком, он заботился о животных, но по вине Алексиса съел свою домашнюю овцу. Кроме того, Алексис убил его старших сестёр, чтобы трансплантировать их органы в больное тело Джизабеля. Узнав об этом, Джизабель впал в депрессию, считая себя недостойным. Как и у Каина, у него на спине остались шрамы после по́рок Алексиса; он рассматривает свои шрамы как «символы любви своего отца». В отличие от Каина Джизабель всегда любил своего отца и был предан ему, однажды сказав, что Алексису принадлежат его разум, тело и душа, и что он не желает избегать издевательств. Он презирает близкие отношения Каина и Риффа, так как не верит в существование безусловной любви, хотя сам сильно сближается со своим ассистентом Кассианом. Джизабель был любимым персонажем автора манги.
Алексис Харгрейвс (яп. アレクシス・ハーグリーヴス Арэкусису Ха:гури:вудзу ) — отец Каина и Джизабеля. Жестокий человек и умелый манипулятор. Алексис винит Каина в безумии и последующей смерти Августы и решает сделать его жизнь невыносимой. Будучи лидером сообщества Делайла, он присваивает ранги членам этой тайной организации. Единственным человеком, которого он когда-либо любил, была его сестра Августа; он вступил в брак по договорённости с другой женщиной, но позднее убил её. Каин считает, что Алексис изнасиловал Августу, хотя на самом деле она сама его соблазнила. После смерти Августы он выкрал её голову из гроба до того, как её успели кремировать. Используя голову Августы, Алексис создал несколько её клонов; все они, кроме одного, погибли. Выживший клон не имеет души, и Алексис надеется с помощью магического ритуала наделить её душой. Проводимые Алексисом исследования привели к созданию кукол. Алексис презирает своих сыновей, но одновременно с этим желает им счастья.
Августа Харгрейвс — старшая сестра Алексиса и биологическая мать Каина. Была элегантной дамой из семьи Харгрейвс, но после рождения Каина впала в безумие и была помещена в психиатрическую лечебницу. Увидев 12-летнего Каина и приняв его за Алексиса, она выпрыгивает из окна и погибает. Из-за этого Алексис начинает винить Каина в её смерти. Поначалу Каин считает, что Алексис изнасиловал Августу, но позднее узнаёт, что это не так. Она фактически манипулировала Алексисом, заставляя его издеваться над детьми, и совершила самоубийство, чтобы заставить его воскресить её. Она оправдывает свои действия браком по договорённости с нелюбимым ею человеком, заключённым после того, как её отец узнал о её отношениях с Алексисом.
Сузетта (яп. シュゼット Сюдзэтто) — дочь Августы, старшая сестра Каина и его первая любовь. Она собиралась сбежать от своего любовника, сымитировав свою смерть, но оказалась погребённой заживо. Выбравшись из гроба, она отравляет его и себя. Позднее члены Делайлы откапывают её могилу, чтобы забрать её палец с кольцом и с его помощью создать куклу Микайлу (яп. ミケイラ), способную призывать и контролировать ядовитых пауков. Из-за Алексиса Микайла становится одержима Каином и позднее, желая походить на Сузетту и завоевать любовь Каина, подвергается операции по увеличению возраста, в результате которой её тело оказывается повреждено. Чтобы получить от неё информацию о Делайле, Каин приносит Микайлу в одно из своих убежищ, а она вступает в конфронтацию с Мери, видя в ней соперницу. Хотя ей была дана возможность убить Мери, чтобы вновь присоединиться к Делайле и продолжить жить, она предпочла смерть.
Нейл Харгрейвс (яп. ニール・ハーグリーヴス Ни:ру Ха:гури:вудзу) — дядя Каина и его опекун. Стремится повлиять на поведение и образ жизни племянника. Между ним и Каином часто возникают недоразумения, так как Каин считает, что строгость Нейла вызвана заботой о его наследстве, а не о нём самом. Хотя фактически Нейл решил взять на себя заботу о Каине, так как считал его одиноким.
Кассиан (яп. カシアン Касиан) — 35-летний ассистент Джизабеля, рост которого остановился ещё в детстве в результате редкого заболевания. Из-за его болезненности его семья продала его в цирк, где он стал исполнять трюки с ножами. Он присоединился к Делайле в надежде вырасти. С течением времени начинает проявлять интерес к Джизабелю. Позднее Кассиан жертвует собой, чтобы спасти Джизабеля от лорда Гладстоуна. Джизабель пересаживает его мозг в тело Гладстоуна. После этого Кассиан уезжает, поклявшись спасти Джизабеля от Алексиса.

## История создания

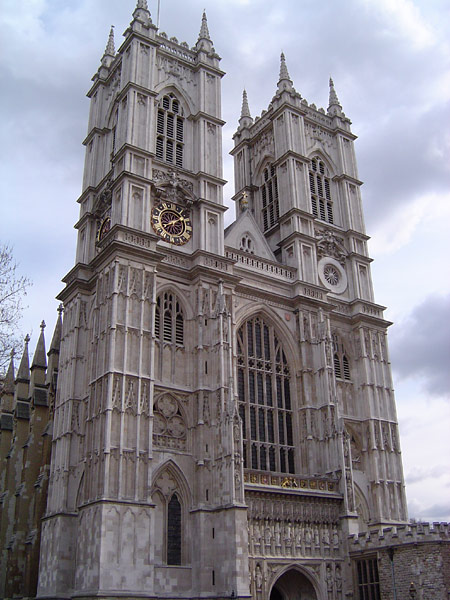
Проводя исторические исследования и работая над мангой Godchild, Юки посетила Вестминстерское аббатство

Мангака Каори Юки в качестве сеттинга для манги Earl Cain избрала Викторианскую эпоху, так как ей нравились фильмы об этом периоде и «тёмная и пугающая сторона» Викторианского высшего класса. Началом сюжета Юки признавала мангу Kafka, где тайным сообществом руководит отец главного героя. «Довольно рискованная тема» Kafka «смутила [автора]». Завершив первые четыре части Earl Cain, Юки не была уверена в необходимости продолжать серию. Она писала свою серию манги Angel Sanctuary (1994–2000) и главу «Solomon Grundy's Sunday», после чего начала работу над Godchild. Юки провела исторические исследования, отправившись в Лондон и посетив несколько исторических мест: Вестминстерское аббатство, Биг Бен, Тауэр, Видздорский замок, Британский музей, реку Темза и Гайд-Парк. Из-за длительного перерыва между публикацией последнего томаThe Seal of the Red Ram и первого тома Godchild Юки сохранила порядок появления персонажей и в начале тома дала короткое описание для каждого из них. Юки подчёркивала, что её стиль рисунка отличался от того, что был в ранних сериях. Сюжет Godchild обеспокоил Юки, но одновременно помог определиться с концовкой. Её метод в создании неопределённости в Godchild заключался в изображении множества чёрных скринтонов, увеличении фигур персонажей и начале каждой главы с повседневного события в противоположность «пугающим сценам».
Юки считала, что оригинальный сюжет получился непонятным, и добавила дополнительные страницы, чтобы внести ясность в концовку серии. В результате этого последняя глава Godchild оказалась на восемь страниц больше. Юки испытывала смешанные чувства к счастливой и вместе с тем трагичной концовке Каина, подчёркивая, что читатели Angel Sanctuary хотели для протагонистов счастливой концовки. Она чувствовала, что окончание Godchild не давало однозначного ответа на вопрос, выжил ли Каин, так как на нём не было ни крови, ни смертельных ран. За основу последней сюжетной линии Юки взяла детское стихотворение «Simple Simon», пошутив в постскриптуме, что, по крайней мере, манга не завершается словами «и затем там никого не было». По завершении работы над мангой автор сказала, что не собирается создавать дополнительные главы или сторонние истории. Несмотря на это, она включила 5-страничный эпилог в выпущенный в 2010 году бункобан со всей серией манги.

### Влияние и культурные отсылки

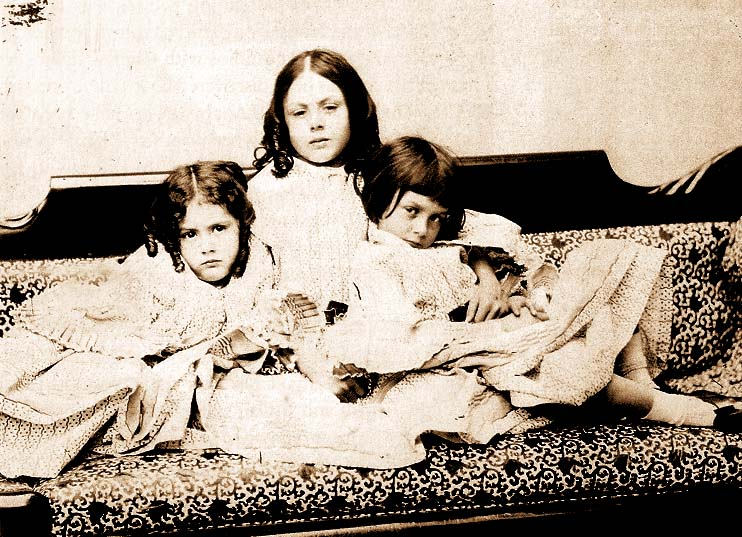
Фамилия Каина Харгрейвс связана с фамилией Алисы Лидделл, взятой ей после вступления в брак. Льюис Кэрролл начал произведение «Алиса в стране чудес» как историю Алисы (справа) и её сестёр Эдит (слева) и Лорины (в центре)

Манга Earl Cain содержит отсылки к реально жившим людям и литературным работам. Первая глава Godchild под названием «Mad Tea Party» содержит в себе элементы произведения Льюиса Кэрролла «Алиса в Стране чудес», которое Юки считала своим любимым. Второстепенный персонаж Виктория был создан на основе Червонной королевы. Поэма Кэрролла Охота на Снарка помогла Юки определиться с именем домашнего животного Джизабеля — Снарк. К тому же, название третьей части серии Kafka даёт отсылку к австрийскому писателю Францу Кафке и его новелле Превращение, фигурирующей в начале тома. История Микайлы основана на сказке Русалочка. Глава «Oedipal Blade» берёт своё название от древнегреческого персонажа Эдипа, который невольно убил своего отца и женился на своей матери. Юки также включила в мангу детские сказки и колыбельные: «Solomon Grundy», «The Juniper Tree». Также в сериале фигурируют отсылки к Библии. Имя главного героя взято от Каина, а Августа сравнивается с Далилой своим отцом. Также в манге упоминается сюжет Поцелуй Иуды, где Иуда Искариот предаёт Иисуса Христа, поцелуем указав на него римским стражникам.
Также на мангу оказали влияние некоторые фильмы. Обозреватели отмечали влияние на часть Forgotten Juliet интересного автору американского телесериала Twin Peaks (1990–1991). По словам автора, два второстепенных персонажа Forgotten Juliet — Медди и Леланд — были созданы под влиянием сериала. На Юки также оказал влияние фильм Молодой Шерлок Холмс, нашедший отражение в главе «The Boys Who Stopped Time»; внешность тёти Каина позаимствована у героини фильма Комната с видом Шарлотты. В главе «Double» имя одного из персонажей является составляющим от имён актёра Эмилио Эстевеса и режиссёра Дарио Ардженто. Имя персонажа Риффа взято из комедии Шоу ужасов Рокки Хоррора; среди фильмов, оказавших влияние на оригинальную мангу, Юки отмечала Готику, Легенда о Билли Джин, Чужой, Пропащие ребята и Сентиментальная песня, а также фильмы о ковбоях и канал MTV.

## Тематика
Рецензенты отмечали обширный спектр тем, представленных в манге Earl Cain. Отмечая темы инцеста и суицида в первых четырёх частях серии, Джейсон Томпсон писал, что изображение инцеста сопряжено с «классическим чувством мучения», которое выливается в «вину, безумие и божественное наказание». По мнению Лори Хендерсон, обозревателя School Library Journal, Юки в качестве темы своих работ часто использует «силу любви»; Godchild фокусируется на «тёмной стороне любви» и её влиянии на персонажей. Обозреватель писала, что в манге любовь изображена как источник возможностей. Хендерсон также подчёркнула тему предательства, раскрытую в шестом томе. А.И. Сперроу на сайте IGN писал о затронутых в первом томе Godchild «вопросах красоты, одиночества, ревности и семейных уз». Французский обозреватель Manga News писал, что тема «загубленного детства» фигурирует во всей манге, где изображены измученные дети или детские игрушки; в главах «The Little Crooked House» и «Solomon Grundy's Sunday» это особенно отражено.

## Медиа-издания

### Манга
Серия манги Earl Cain, написанная и проиллюстрированная Каори Юки, включает в себя несколько частей: Forgotten Juliet, The Sound of a Boy Hatching, Kafka, The Seal of the Red Ram и продолжение серии Godchild. Главы Forgotten Juliet, The Sound of a Boy Hatching, Kafka и The Seal of the Red Ram публиковались в японском манга-журнале Hana to Yume с 1991 по 1994 года, а с июля 1992 года по октябрь 1994 года были опубликованы в пяти танкобонах. Манга Godchild публиковалась с 2001 по 2004 года в том же журнале, а с 19 ноября 2001 года по 16 января 2004 года была опубликована в восьми томах издательством Hakusensha. Издательство позднее объединило главы Forgotten Juliet, The Sound of a Boy Hatching, Kafka и The Seal of the Red Ram в два тома, выпуск которых осуществлялся в период с 20 декабря 2004 года по 28 января 2005 года. С 15 июля 2009 года по 16 марта 2010 года манга была переиздана в шести бункобанах.
Компания Viz Media лицензировала Earl Cain для публикации в Северной Америке в переводе на английский язык. Манга Godchild публиковалась в издании Shojo Beat с июля 2005 года по июнь 2006 года. Первый том серии был выпущен Viz Media 7 марта 2006 года, а последний — 5 февраля 2008 года. Viz публиковала части манги под общим названием The Cain Saga; первый том издания вышел 3 октября 2006 года, последний — 5 июня 2007 года. Манга Earl Cain также была лицензирована в Германии и Швеции компанией Carlsen Comics, в Италии (Planet Manga), Тайване (Tong Li Publishing), Испании (Glénat) и Франции (Editions Tonkam). Манга Godchild также была опубликована в нескольких региональных антологиях: во Франции в антологии Magnolia, в Германии в Daisuki, а также в Швеции в Shojo Stars.

### Радиопостановки
21 апреля 1999 года компания Geneon Entertainment выпустила Drama CD под названием Hakushaku Kain Shiriizu: Kafuka (яп. 伯爵カインシリーズ~カフカ). В постановке принимали участие Хидэо Исикава, Кёко Хиками, Такэхито Коясу и Томохико Кира. Этой же компанией 17 ноября 1999 года была выпущена вторая аудиопостановка HCD Hakushaku Kain Shiriizu: Kirikizamareta Taberareta Miss Pudding no higeki (яп. HCD伯爵カインシリーズ｢切り刻まれ食べられたミス•プディングの悲劇). Кроме актёров, участвовавших в первой постановке, к данному проекту присоединились Таэко Кавада и Дзюнко Асами.

## Отзывы и критика
Серия The Cain Saga получила смешанные отзывы критиков. Издание Manga Sanctuary присудило манге во французском переводе пять звёзд, описав её как «великолепную». Представитель сайта IGN А.И. Сперроу описал мангу как «чудесное введение в сёдзё-мангу для незнакомых с данным жанром» и счёл, что и The Cain Saga, и продолжение Godchild способны «привлечь очень широкий круг читателей». Кортни Крафт из Book Report похвалила «внимательное отношение к деталям и эстетике оформления» и концепцию расследования убийств, основанную на детских стихотворениях и историях, отметив, что Юки «мастерски воссоздала атмосферу тайны». В противовес этому, Даниэль Ван Гордер признала стиль рисунка «не настолько изящным, как в более поздней работе Angel Sanctuary» и отметила трагичность произведения. На Manga News первый том был оценён в 15 баллов из 20; отмечалось, что мужские персонажи (в частности, выражения лиц) выглядят похожими друг на друга в противовес узнаваемым женским персонажам. Джейсон Томпсон в своей книге Manga: The Complete Guide оценил серию в две с половиной звёздочки, написав: «в своих лучших моментах The Cain Saga отражает истинную мерзость Викторианской эпохи, или по крайней мере стереотипы». The Cain Saga была раскритикована за сцены с «плохим оформлением», одномерных персонажей, предсказуемые загадки и запутанный сюжет, обусловленный предысторией и персонажами.
Продолжение оригинальной манги Godchild удостоилось более позитивных отзывов. После публикации первой главы в журнале Shojo Beat критики отметили потенциал серии, хотя сочли главу «вялой» и запутанной. Отзывы о сборниках были положительными. Робин Бреннер описывал загадки как «неразрешаемые и приятные, созданные в традициях произведений Эдгара Аллана По и Мэри Шелли». Лерой Дорессаукс из Coolstreak Cartoons писал: «Будучи странной и вместе с тем запутанной, Godchild на самом деле довольно привлекательна, но может быть сложна для читателей, не знакомых с началом истории». Шена Макнейл описала Godchild как «шедевр во всех смыслах этого слова». В обзорах последующих томов она понизила свою оценку, но похвалила автора за проработку персонажей, тайны и художественное оформление; в заключении говорилось, что Godchild — «фантастическая и разнообразная история, в чём невозможно усомниться». Рецензенты описывали рисунок манги как детализованный и чёткий; отмечалась разница между стилями рисунков The Cain Saga и Godchild. М. Натали из B. D. Gest писала, что «отличия стиля рисунка Каори Юки, который к моменту работы над мангой The Cain Saga значительно улучшился, чувствуются сразу». Деб Аоки из About.com поместила серию в список рекомендованной к чтению хоррор-манги, отмечая обилие «пышных готических элементов». Сравнивая серию с торговой маркой Twizzlers и назвав её «не соответствующей реальной истории и просто глупой», обозреватель Popculture Shock Кетрин Дейси добавила, что «отличительный рисунок Каори Юки и мрачная обстановка придают произведению развлекательный характер, хотя периодические жаргонные диалоги и эксперименты выглядят неподходящими для времён Викторианского Лондона». Согласно рецензии Publishers Weekly, стиль Юки отличается «весьма странно обрисованными углами и резкими скачками от крупного плана до отдалённого расстояния», чем вызывает головокружение, заставляющее читателей симпатизировать манге. Хотя дизайн персонажей основывается на классических элементах сёдзё, они описывались как детализованные и «идеально подходящие» для общего настроения произведения. Обозреватели были довольны окончанием серии, хотя среди них высказывались пожелания более чётко определить судьбу Каина, а последние сцены признавались «быстрыми». Godchild подверглась критике за жестокость персонажей и тревожную предысторию Джизабеля; также вселенная Godchild показалась некоторым обозревателям непривлекательной.